# السريع والغاضب 4
السريع والغاضب (بالإنجليزية: Fast & Furious)‏ (ويعرف أيضاً بأسم السريع والغاضب 4) هو فيلم عام 2009 فيلم أكشن من إخراج جاستن لين وكتابة كريس مورجان. الدفعة الرابعة في امتياز «السريع والغاضب»، هي تكملة مباشرة لـ «السريع والغاضب» (2001)، والنجوم فين ديزل، بول ووكر، ميشيل رودريغيز، جوردانا بروستر، جون أورتيز. يتبع فيلم «السريع والغاضب» مكتب التحقيقات الفيدرالي وكيل (FBI) بريان أوكونور (ووكر) ودومينيك توريتو (ديزل) الذين أُجبروا على العمل معًا للانتقام من قتل عشيقة توريتو ليتي أورتيز (رودريغيز) واعتقال زعيم المخدرات أرتورو براغا (أورتيز).
تميز فيلم "Fast & Furious" بأول فيلم في السلسلة منذ الإصدار الأصلي، «السريع والغاضب»، لتمييز فريق التمثيل الرئيسي. نتيجة لذلك، أدى هذا إلى حدوث تحول داخل ترتيب التسلسل الزمني، حيث وضع المطورون «السريع والغاضب» بين القسطتين السابقتين، "سريع جدا غاضب جدا" و "السريع والغاضب: قيادة طوكيو، لتفسير غيابهم. بدأ التمثيل في يوليو 2007، بعد أن أكدت استديوهات عالمية عودة ووكر وديزل، بينما بدأ التصوير الرئيسي في لوس أنجلوس في فبراير 2008، مع تصوير الفيلم في كاليفورنيا.
تم عرض فيلم السريع والغاضب في الولايات المتحدة في 3 أبريل 2009. حقق الفيلم أرقامًا قياسية في شباك التذاكر الافتتاحي في عطلة نهاية الأسبوع وفتح الربيع وعطلة نهاية الأسبوع. سرعان ما أصبح الفيلم الأكثر ربحًا في الامتياز وحقق في النهاية أكثر من 363 مليون دولار في جميع أنحاء العالم. كان الفيلم أيضًا هو الفيلم السابع عشر الأكثر ربحًا لعام 2009.
على الرغم من نجاحه التجاري، تلقى فيلم السريع والغاضب مراجعات سلبية، حيث خص بعض النقاد أداء ديزل ووكر والموسيقى التصويرية للفيلم بالثناء، بينما انتقدوا السيناريو والحوار. تم إصدار تكملة «السرعة الخامسة (فيلم)» في أبريل 2011.

## قصة الفيلم
يبدأ الفيلم مع دومينيك توريتو وطاقمه الجديد الذين يختطفون ناقلات الوقود في جمهورية الدومينيكان. يتكون الطاقم من ليتي وريكو وتيجو وهان لو. بعد السرقة، يعتقد دومينيك أن الممر شديد الحرارة ويخبر هان أن الوقت قد حان لكي «يفعل شيئًا خاصًا به». بعد ذلك يترك دوم ليتي للذهاب إلى مكان آخر. أثناء وجوده في مدينة بنما، تلقى توريتو مكالمة من أخته ميا، التي تخبره أن ليتي قد قُتلت. يعود دوم إلى لوس أنجلوس ويفحص حادث السيارة الذي تعرضت له ليتي ويعثر على آثار نيترووميثان. ثم يذهب دوم إلى ميكانيكي السيارات الوحيد الذي يستخدم النتروميثان ويجبره على إعطائه اسم ديفيد بارك، الرجل الذي طلب الوقود.
في غضون ذلك، يحاول عميل مكتب التحقيقات الفيدرالي براين أوكونر تعقب تاجر مخدرات يدعى أرتورو براغا. بحثه يقوده إلى ديفيد بارك. يصل دوم إلى شقة بارك أولاً ويعلقه من النافذة من كاحليه قبل أن يتركه. ينقذ برايان، الذي كان أيضًا في طريقه إلى مكان بارك، بارك آند بارك ليصبح المخبر الجديد لمكتب التحقيقات الفيدرالي. بارك يحصل على براين في سباق الشارع عبر لوس أنجلوس. سيصبح الفائز آخر سائق في الفريق الذي يتاجر الهيروين بين حدود الولايات المتحدة والمكسيك لصالح براغا. يختار براين نيسان سكايلاين جي تي آر (في الواقع هي GT-T R34 معدلة) من مكان حجز الشرطة للسباق. يظهر دوم أيضًا في السباق. في النهاية، دوم وبريان يتقلبان في الرقبة، ويفوز دوم عندما يضرب الحاجز الخلفي لبريان ويؤدي إلى خروجها. ثم يستخدم براين سلطته كعميل في مكتب التحقيقات الفيدرالي لاعتقال سائق آخر، دوايت مولر، ويأخذ مكانه في الفريق.
في اليوم التالي، التقى الفريق بـ فينيكس، أحد رجال براغا. تم الكشف لدوم أن فينيكس كان الشخص الذي قتل ليتي. يقودون سياراتهم عبر الحدود، مستخدمين الأنفاق تحت الأرض لتجنب اكتشافهم. كان براين يعلم مسبقًا أنه بعد تسليم الهيروين، أمر براغا السائقين بقتلهم (كان قادرًا على زرع ليتي متخفيًا للقبض على براغا مقابل تحرير دوم عندما قُتلت). عند خروج جميع السائقين من سياراتهم، يقوم دوم، الذي يشعر بوجود خطأ ما، بتجهيز سيارتهشيفيل للانفجار عن طريق فك أنبوب يتصل بخزان أكسيد النيتروز في سيارته وتجهيز ولاعة السجائر في السيارة. بعد مواجهة متوترة، انفجرت سيارة دوم، مما أدى إلى تشتيت انتباه رجال براغا لفترة كافية حتى يتمكن براين من اختطاف هامر بقيمة 60 مليون دولار أمريكي من الهيروين. يعود كلا الرجلين إلى لوس أنجلوس ويخفيان الهيروين في مركز احتجاز للشرطة. في اليوم التالي، أخبر برايان رؤسائه أنه يستطيع إغراء براغا في الفخ، وإجباره على الحضور شخصيًا لتبادل الأموال مقابل الهيروين، حتى تتمكن الشرطة من اعتقاله. يقول إنه سيفعل هذا إذا عفا عن دوم. ومع ذلك، في موقع الإنزال، فإن الرجل الذي يدعي أنه براغا هو شرك، ويهرب كامبوس، براغا الحقيقي، ويهرب إلى المكسيك.
يتوجه بريان ودوم إلى المكسيك بمفردهما للقبض على براغا. لقد وجدوه في الكنيسة وألقوا القبض عليه. عندما ينزل أتباع براغا لإنقاذ زعيمهم، يقود براين ودوم عبر الأنفاق تحت الأرض عائدين إلى الولايات المتحدة. خلال اللحظات الأخيرة من المطاردة، تحطم بريان سيارته وأصيب بعد الاصطدام الجانبي بواسطة فينيكس في نهاية النفق. قبل أن يتمكنفينيكس من قتل براين، يخرج دوم من أنقاض النفق إلى فينيكس، ويقتله على الفور. عندما تبدأ الشرطة وطائرات الهليكوبتر في التدفق إلى موقع التحطم على الجانب الأمريكي، يخبر بريان دوم بالخروج من هناك. يقول دوم إنه سئم من الجري. على الرغم من طلب برايان الرأفة، فإن القاضي يحكم على دوم بـ 25 سنة في الحياة. في المشهد الأخير من الفيلم، يصعد دوم إلى حافلة السجن التي ستقله إلى سجن لومبوك. بينما كانت الحافلة تسير على الطريق، شوهد برايان وميا وريكو وتيجو يتبعون الحافلة في محاولة لتحرير دوم.

## طاقم التمثيل
- فين ديزل بدور دومينيك توريتو

متسابق شوارع محترف وخاطف سيارات وهارب.
- بول ووكر بدور براين أوكونر

عميل في مكتب التحقيقات الفيدرالي وضابط شرطة لوس أنجلوس سابق، ساعد دومينيك سابقًا في تجنب تطبيق القانون، وكان على علاقة بميا توريتو.
- ميشيل رودريغز بدور ليتي أورتيز

صديقة دومينيك، التي ماتت في انفجار سيارة سببه فينيكس كالديرون.
- جوردانا بروستر بدور ميا توريتو

أخت دومينيك وصديقة بريان السابقة.
- جون أورتيز بدور رامون، تاجر مخدرات مكسيكي يقوم بتجنيد المتسابقين في الشوارع لتهريب الهيروين عبر المكسيك والولايات المتحدة. الحدود.
- غال غادوت بدور جيزيل، منسق العلاقات مع براغا، الذي يظهر اهتمامًا رومانسيًا بدومينيك.
- لاز ألونسو بدور فينيكس كالديرون

اليد اليمنى لبراجا، الذي قتل ليتي.
تقريب الممثلين المركزيين من قبل سونغ كانغ في دورهان لو، الذراع اليمنى لدومينيك، في حين أن المطربين البورتوريكيين تيجو كالديرون ودون عمر يلعبان دور ليو وسانتوس على التوالي، وهما عضوان في فريق سرقة النفط. يلعب شيا ويغام دور زميل براين اللامع مايكل ستاسياك، وتصور ليزا لابيرا صوفي ترينه، عميل مكتب التحقيقات الفيدرالي الذي يعمل بشكل وثيق مع بريان. يظهر جاك كونلي في دور بيننج، رئيس براين، ويقوم رون بدور ديفيد بارك، كشاف لمتسابقي الشوارع في براغا. يلعب جريج سايبس ونيل براون جونيور وبراندون تي جاكسون دور دوايت مولر ومالك هرتسون وأليكس، على التوالي، الأعضاء الآخرين في فريق براغا لسباق الشوارع

## وصلة خارجية
- الموقع الرسمي
- السرعة والغضب 4 على موقع IMDb (الإنجليزية)
- السرعة والغضب 4 على موقع ميتاكريتيك (الإنجليزية)
- السرعة والغضب 4 على موقع روتن توميتوز (الإنجليزية)
- السرعة والغضب 4 على موقع نتفليكس (الإنجليزية)
- السرعة والغضب 4 على موقع قاعدة بيانات الأفلام العربية
- السرعة والغضب 4 على موقع ألو سيني (الفرنسية)
- السرعة والغضب 4 على موقع Turner Classic Movies (الإنجليزية)
- السرعة والغضب 4 على موقع أول موفي (الإنجليزية)
- السرعة والغضب 4 على موقع بوكس أوفيس موجو (الإنجليزية)
- السرعة والغضب 4 على موقع فيلمافينيتي (الإسبانية)